# Oliveonia fibrillosa
Oliveonia fibrillosa är en svampart som först beskrevs av Edward Angus Burt, och fick sitt nu gällande namn av Donk 1958. Oliveonia fibrillosa ingår i släktet Oliveonia, ordningen Auriculariales, klassen Agaricomycetes, divisionen basidiesvampar och riket svampar.   Inga underarter finns listade i Catalogue of Life.